# Willa przy ulicy Wrocławskiej 22 w Krakowie
Willa przy ulicy Wrocławskiej 22 – zabytkowy budynek znajdujący się w Krakowie w dzielnicy V przy ulicy Wrocławskiej, na Krowodrzy.
Jeden z wielu, znajdujących się w tej okolicy Krakowa, na dawnej Krowodrzy domów i willi o charakterze podmiejskim.
Jej charakterystyczną cechą jest, rzadko spotykany w Krakowie, dach mansardowy.